# Henri Delsing
Henricus Hubertus (Henri) Delsing (Roermond, 11 juli 1845 – aldaar, 4 augustus 1906) was een Nederlands meubelmaker, aannemer en architect.

## Levensloop

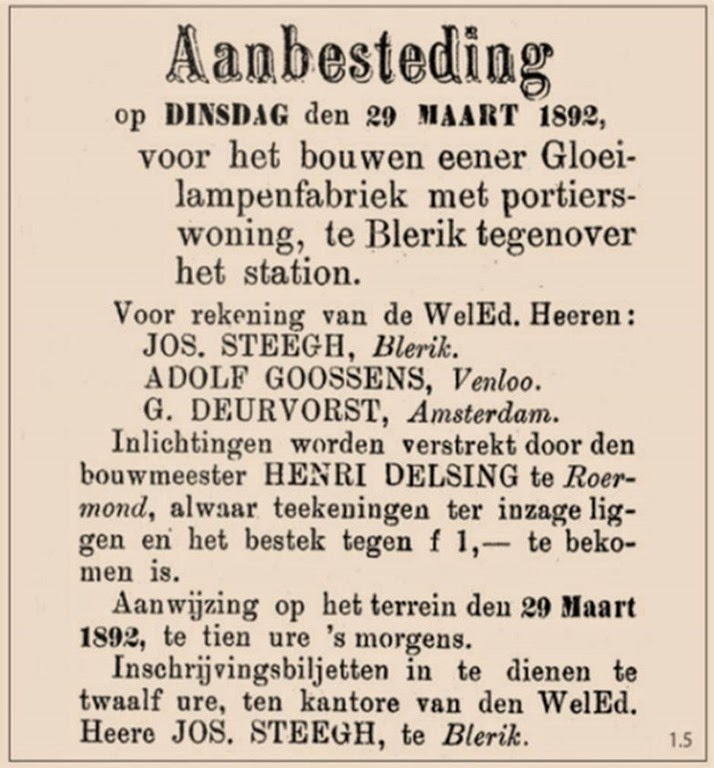
Advertentie aanbesteding gloeilampenfabriek met portierswoning in Blerick.

Hij was een zoon van de Josephus Delsing en zijn vrouw Maria Gertrudis van Beringen. Zijn ouders hadden een schrijnwerkerij (meubelmakerij) aan de Oliestraat (tegenwoordig Paredisstraat) in Roermond. Hij trouwde op 8 april 1872 in Echt met Maria Agnes Hubertina Heijnen. Het echtpaar woonde aanvankelijk in bij Delsings ouders en vestigde zich later aan de Zwartbroekstraat in Roermond, waar Delsing tot zijn dood woonde.
Hij wordt achtereenvolgens vermeld als schrijnwerker (meubelmaker), aannemer en architect. Als architect ontwierp hij onder meer het dubbel herenhuis Kapellerlaan 55-57 in Roermond (1885, Rijksmonument), de kapel naast het klooster de Stenen Trappen, de gloeilampenfabriek Constantia Electric Works in Blerick (1892), het schildersatelier van Albin en Paul Windhausen, Kapellerlaan 48A in Roermond (1897) en het woonhuis Heilige Geeststraat 15 (1906). Delsing voerde ook onderhoud aan gebouwen uit.
Delsing en zijn vrouw werden begraven op het Oude Kerkhof in Roermond. Hun graf in jugendstil werd in 2010 gerestaureerd. Hij had zeven kinderen. Zijn zoon Joseph Hubert Delsing (1873-1924) was ook architect, zijn zoon Jean Henri Hubert Delsing (1876-1934) was aannemer en zijn zoon Henricus Hubertus Delsing (1884-1955) was tekenaar voor het kadaster.

## Rechtszaak
Op 10 februari 1893 werd tijdens een zware storm het dak van de door Delsing ontworpen gloeilampenfabriek in Blerick deels weggerukt. De eigenaars van de fabriek stelden Delsing verantwoordelijk voor de schade en spanden een rechtszaak tegen hem aan. Aanvankelijk werd Delsing door de arrondissementsrechtbank in Roermond vrijgesproken, maar de rechtbank in 's-Hertogenbosch stelde de eisers in het gelijk in het nadeel van Delsing.